# 익시올리리온속
익시올리리온속은 속씨식물에 속하는 속의 하나로 서남아시아에 자생하며, 외떡잎식물군 내의 비짜루목으로 분류되는 익시올리리아과(Ixioliriaceae) 또는 익시올리리온과( Ixiolirionaceae)의 유일속이다.
이전의 초기 분류 체계에서는 수선화과로 종종 분류되었다.